# Kid Icarus: Uprising
Kid Icarus: Uprising, conosciuto in Giappone come Shin Hikari Shinwa: Parutena no Kagami (新・光神話パルテナの鏡?, Shin Hikari Shinwa: Parutena no Kagami) è un videogioco uscito nel 2012 per la console portatile Nintendo 3DS, sviluppato da Project Sora e pubblicato da Nintendo.
Il titolo è il terzo della serie, dopo Kid Icarus, per NES, pubblicato nel 1986 e Kid Icarus: Of Myths and Monsters per Game Boy, pubblicato nel 1991.
L'aspetto del protagonista Pit è lo stesso che ha nella sua apparizione in Super Smash Bros. Brawl per Wii, in cui faceva parte del roster.

## Trama
Sono passati venticinque anni dopo gli eventi del primo gioco. Pit, ora promosso a capitano dell'Esercito di Palutena, la Dea della Luce, riceve un messaggio di aiuto da lei: Medusa è stata resuscitata, e sta attaccando la superficie con la sua Armata degli Inferi, così, con il Dono del Volo donatogli da Palutena, che lo guida a destinazione, si dirige in una città sotto assedio e sconfigge il primo comandante di Medusa, il cane Bicerbero. In seguito, raggiunge un castello presso il quale gli umani stanno affrontare i mostri degli Inferi, senza successo, e incontra Magnus, un mercenario umano che, a causa dell'Armata degli Inferi, ha perso il figlio. I due si alleano e affrontano il Tetro Monarca Gaol, che si scopre essere una donna amica del mercenario, e dopo essere stata sconfitta, perde i sensi. Medusa, infuriata per la sconfitta di Gaol, manda un altro suo comandante, il serpente a tre teste Tridra, ad attaccare il Regno celeste, ma Pit ha la meglio. L'angelo si ritrova poi negli Inferi, dato che Palutena vuole cercare la Dea dei disastri e delle calamità, Pandora, altro seguace di Medusa, e per farlo, lo manda alla Valle delle Falci, dei membri dell'Armata degli Inferi che portano agli Inferi le anime dei morti, per raggiungere una fortezza delle Falci e delle Falcette per sconfiggere il suo capo, Megafalce. La sconfitta di Megafalce permette a Pit di entrare nel covo di Pandora, il Labirinto dell'Inganno, pieno di percorsi contorti, trucchi e illusioni. Qui, l'angelo scopre lo Specchio della Verità, che aumenta le truppe dell'armata degli Inferi facendone delle copie. Pit lo distrugge, finendo per liberare la sua immagine speculare, Pit oscuro, che si ribella a Pandora e le ruba i poteri, permettendogli di volare all'infinito, e la dea dei disastri viene sconfitta.
Pit insegue Pit oscuro, che soprannomina Tip (Pittoo in inglese), e dopo una serie di scontri ha la meglio, poi si dirige verso il deserto, e grazie all'aiuto del dio del mare Poseidone, raggiunge il Palazzo sommerso e sconfigge il dio della morte Thanatos, divenuto un mutaforma. Palutena gli ricorda poi dei tre Tesori sacri da lui usati per sconfiggere Medusa (lo Scudo Riflettente, le Frecce di Luce e le Ali di Pegaso), che aveva nascosto nelle costellazioni del Mare galattico, ma che ora erano stati rubati dai Cosmopirati assieme alle costellazioni, e infiltratosi nella nave, uccide un Kraken spaziale, fa affondare la nave dei Cosmopirati e si riprende i Tesori sacri, che si trovano in una scatola. Palutena guida poi Pit negli Inferi per affrontare Medusa, e vengono brevemente assistiti da Pit oscuro, che ha anche lui l'obiettivo comune di abbattere la dea dell'Oscurità, poi sconfigge di nuovo Bicerbero, Tridra e Pandora e affronta Medusa, sconfiggendola dopo una dura lotta. Tuttavia, lui e Palutena scoprono che dietro tutto c'è il dio degli Inferi, Ade, e che era stato lui a far resuscitare Medusa. Pit si dirige così presso un vulcano sorvegliato dall'uccello immortale, la Fenice per cercare il Seme dei Desideri, che si dice sia capace di esaudire qualunque desiderio, in modo da evitare che possa essere usato dall'Armata degli Inferi. Scopre però che il Seme è un falso, lo distrugge e sconfigge la Fenice, ma Ade sfrutta ciò per ingannare gli umani, facendo pensare loro non solo che il Seme esista, ma che sia stato rubato anziché distrutto, e comincia così una grossa guerra civile. 
Pit si trova così alle prese con Viridi, la dea della Natura, xenofoba verso gli umani perché sfruttano la natura, che lancia un ordigno ecologico, la Bomba Zero, uccidendo molti umani in guerra e trasformando una città in una foresta contorta, come se non esistesse. Dato che Viridi non vuole sentire ragioni sul fatto che si sia intromessa, Pit, deciso a fermarla per evitare che possa sterminare gli umani, affronta e sconfigge uno dei suoi seguaci, Dirupetrus. Mentre le Forze della Natura di Viridi sono impegnate a combattere contro l'Armata degli Inferi, l'angelo si infiltra nella Centrale delle Bombe Zero e la distrugge. Quella notte, si trova davanti due lune che ricordano occhi e scopre che una di esse è in realtà il Santuario Lunare, una fortezza creata da Solus (Arlon in inglese), uno dei comandanti di Viridi, e dato che esso è possibilmente letale, si infiltra dentro di esso, sconfigge Solus  assieme a Pit oscuro dopo un duro duello e distrugge il Santuario Lunare. In seguito, prende parte in un altro scontro tra l'Armata degli Inferi, comandata da Thanatos, e le Forze della Natura, comandate da Brillania (Phosphora in inglese), una potente guerriera capace di usare l'elettricità in battaglia. Approfittando del fatto che Brillania sia esausta dallo scontro con Thanatos, si infiltra nella sua base, il Tempio delle Nubi tonanti, e riesce a sconfiggerla, mentre il tempio crolla a causa della sua sconfitta.
All'alba, Palutena sveglia Pit e gli chiede aiuto: un esercito di creature aliene, gli Aurum, viene attirato dalla precedente battaglia, depreda Angel Land, così fa strada verso la loro fortezza-continente, ricevendo aiuto da Pyrrhon, il dio del sole, e anche Viridi e Ade si alleano con lui per fermarli. Dopo aver distrutto il nucleo della fortezza ed essere stato salvato da Pyrrhon dall'esplosione, Pit affronta una grossa flotta Aurum e raggiunge l'Alveare Aurum, distruggendo il generatore e annientando così la flotta nemica, poi tutti guidano un attacco verso un'enorme fortezza che ha come nucleo il Cervello Aurum, che controlla tutte le unità Aurum. Tuttavia, dopo essere riuscito a sfuggire un'esplosione causata da Pyrrhon, scopre che li ha traditi per prendere lui stesso il controllo degli Aurum. Viridi cerca di usare la sua ultima Bomba Zero contro gli Aurum, senza successo, e dato che il Dono del Volo dura solo cinque minuti, al termine dei quali le ali di Pit bruciano, Palutena cerca di recuperarlo, ma Pyrrhon glielo impedisce, così, con le ali dell'angelo che cominciano a prendere fuoco, è costretta ad annullare il potere. Pit viene salvato da Viridi e dalle sue Forze della Natura, che lo trasportano su una piattaforma, ma quando vengono sconfitti, riceve aiuto dai soldati dell'Esercito di Palutena, i Centurioni, poi raggiunge la sala del Cervello Aurum, che ha soggiogato Pyrrhon. Pit lo sconfigge, e il dio del sole, tornato in sé, spara una colonna di fuoco che spinge via gli Aurum dall'altro lato della galassia. Stranamente, però, l'angelo perde i sensi dopo la vittoria.
Pit si risveglia e scopre di essere imprigionato nell'Anello del Caos, capace di prendere il controllo del corpo di chiunque lo indossi. L'anello viene indossato da una bambina e poi preso da un cane, poi Pit incontra Magnus, al quale fa indossare l'anello. Il mercenario gli spiega che sono passati tre anni, e verso la fine della guerra tra gli Inferi, le Forze della Natura e l'Esercito di Palutena, questi ultimi sono scomparsi, per poi attaccare anche gli umani, già esposti agli attacchi degli Inferi. L'angelo si accorge anche che mentre la sua mente è intrappolata nell'anello, il suo corpo sta distruggendo le città e uccidendo diversi umani assieme all'Esercito di Palutena, ormai fuori controllo. Usando il corpo di Magnus, Pit si riprende il suo, liberandosi così dall'Anello del Caos, che viene distrutto, ma con sua sorpresa, non viene prelevato da Palutena, ma da Viridi. Poco dopo, quando raggiunge il Regno celeste, scopre con orrore che nel corso della guerra, è decaduto, poi nota una proiezione di Palutena e si rende conto che qualcuno la sta controllando, ma non può entrare nel tempio per salvare la dea perché è protetto da un campo di forza, e Viridi lo porta al suo palazzo, facendo le veci della Dea della Luce.
Quella notte, Viridi spiega a Pit che l'unico modo per penetrare il campo di forza che protegge il Tempio di Palutena è prendere la Briga del Fulmine, un carro da guerra super-veloce trainato da due unicorni, Fulgor e Lumen (Phos e Lux in inglese), e per permettergli di raggiungere la torre che la custodisce prima che scada il Dono del Volo, lo lancia da un cannone che lo porta nello spazio. Dopo aver superato i trabocchetti della torre e raggiunto la cima, incontra il custode della Biga, il Grande Auriga, e lo affronta usando un carro più piccolo, trainato da Fulgor, e dopo averlo sconfitto, ottiene da lui la possibilità di usare Lumen e la Biga, prima che lui muoia. Usando la Biga, Pit attraversa un tunnel spazio-dimensionale per raggiungere Tempio di Palutena, e Viridi gli spiega che il Santuario Lunare che aveva distrutto era la prigione di un terribile mostro capace di prendere il controllo delle persone e di divorare le loro anime, il Caotide. Tornato al Regno celeste, scopre che il Caotide ha preso il controllo di Palutena e lo affronta. Riesce a farla tornare in sé, ma il Caotide ruba l'anima della Dea della Luce e scappa. 
Con l'aiuto di Pit oscuro, che ha preso il controllo della Biga del Fulmine, entra nel Vortice del Caos, una dimensione distorta dove vive il Caotide. Lo insegue e affronta una grossa ondata di nemici già affrontati in precedenza e creati da esso assieme a Pit oscuro. Il Caotide, intrappolato da Viridi, viene sconfitto dai due Pit, rilasciando l'anima di Palutena, ma afferra Pit oscuro, e Pit, ignorando gli avvertimenti della Dea della Natura (non può usare il Dono del Volo dopo averlo già usato poco prima, o le ali prenderanno fuoco), le dice di attivarlo perché è l'unico modo per salvarlo. Riesce così a salvare Pit oscuro e il Caotide è distrutto, ma a caro prezzo: le sue ali bruciano fino all'osso, e dato che le ali sono organi vitali di un angelo, morirà se non verrà rimesso in sesto velocemente.
Per salvare Pit, Palutena dirige Pit oscuro negli Inferi per raggiungere la Città delle Anime, dove le Falci trasportano le anime dei defunti, e quelle in eccesso scompaiono o vengono mangiate da un mostro divora-anime. Dopo averlo sconfitto, giunge al fiume delle anime, che a causa delle guerre che sono successe negli ultimi tre anni, è ormai diventato come un torrente, e Palutena riflette su di esse: gli Inferi cercano di raccogliere le anime dei defunti, le Forze della Natura cercano di sterminare l'umanità, gli umani sfruttano la natura e sé stessi e gli dei finiscono per intromettere tutti nelle loro lotte di poteri, e il tutto sta avvantaggiando solo Ade, che ha distorto completamente l'equilibrio di tutto. Pit oscuro raggiunge la Fonte rigenerante, capace di riportare le cose allo stato originale, e affronta Pandora, che si tuffa nella Fonte, rivelando il suo vero aspetto: un'incantevole donna, ma l'angelo la sconfigge. Poi, immerge leggermente l'ormai svenuto Pit nella Fonte, risvegliandolo, e viene poi prelevato da Viridi perché la sconfitta di Pandora gli ha fatto perdere la capacità di volare.
Dopo essersi ripreso dalle sue ferite, Pit affronta Ade negli Inferi, ma lo scontro si rivela un fallimento: il Dio degli Inferi distrugge i tre Tesori sacri, ormai indebolitisi con il tempo, e mangia Pit, che perde i contatti con Palutena. Dopo essersi fatto strada nel corpo di Ade, sconfigge il suo cuore e viene portato in salvo da Pit oscuro, venendo poi costretto alla ritirata. Palutena lo conduce quindi da Dyntos, il dio della Fucina e creatore dei tre Tesori sacri e di tutte le armi, che accetta di cedergli un'arma potentissima se supera tre prove: sconfiggere delle repliche della Fenice, di Dirupetrus e del Kraken, sconfiggere Magnus e Gaol insieme seguiti da una versione finta e grottesca di Palutena, e infine avere la meglio su un devastante mecha creato da Dyntos, il Gran Tesoro sacro. L'angelo riesce a superare tutte le tre prove e ottiene quindi il permesso di usare il Gran Tesoro sacro. 
Durante lo scontro con Ade, tuttavia, anche il Gran Tesoro Sacro viene distrutto, eccetto per il cannone, e Pit rimane ferito gravemente. Prima che Ade potesse ucciderlo, tuttavia, interviene a sorpresa Medusa, che è stufa di essere usata dal Dio degli Inferi come una marionetta e resuscitarla per questo, ma viene sopraffatta e uccisa. Palutena sfrutta l'occasione per caricare col suo potere il cannone del Gran Tesoro sacro, mentre Viridi attiva il Dono del Volo a Pit, che, una volta caricato al massimo il cannone, apre il fuoco. Ade viene così distrutto, con gioia degli umani, e Pit insieme a Pit oscuro, che ha ricevuto il Dono del Volo da Palutena, per festeggiare la sua vittoria, vola nel tramonto.

## Modalità di gioco

Immagine dello schermo superiore: Pit può muovere l'obiettivo e mirare ai nemici visibili sullo schermo.

Per controllare Pit, il giocatore deve usare lo stilo per mirare i nemici, il pad per muovere l'eroe e il tasto L per sparare/attaccare (questi sono i comandi di default, in ogni caso è possibile modificarli). Gli attacchi sono divisi in attacchi a distanza e attacchi in mischia, compresi gli attacchi in corsa e gli attacchi in schivata, e le armi, divise in nove tipi, hanno delle statistiche diverse, con delle caratteristiche distinte per ciascuna arma. Ogni livello è diviso in una sezione in volo, una a terra e una battaglia boss. Il giocatore può scegliere fra una immensa quantità di armi e poteri, acquistabili con i cuori acquisiti in missione o unendo due armi per crearne una nuova. La barra della vita di Pit può essere ricaricata con cibo e oggetti come globi ristoratori, ma se si svuota del tutto, entrerà in Modalità Crisi: gli oggetti curativi non avranno più effetto immediatamente e il colpo successivo che subisce sarà fatale, ma questo stato svanirà con il tempo, e Pit può sempre resistere a un colpo prima di entrare in Crisi. In ogni livello è presente inoltre un'Intensità che può essere aumentata a valori di Intensità maggiori o minori del valore standard di 2.0 con un minimo di 0.0 e un massimo di 9.0 scommettendo alcuni cuori, che verranno versati nel Calderone Diabolico. Scegliendo difficoltà più alte, apparirà un maggior numero di nemici, anche più potenti, e si potranno ottenere più cuori. I cuori ottenuti si aggiungeranno a quelli scommessi, e più cuori saranno presenti nel calderone, più potenti saranno le armi ricevute dal giocatore, ma se Pit muore, alcuni cuori fuoriusciranno dal Calderone Diabolico e andranno persi per sempre, e l'Intensità del livello scenderà di 1. Anche lasciare il livello senza completarlo causerà la perdita dei cuori scommessi. Nei 25 livelli del gioco, detti capitoli, sono presenti dei Portali d'Intensità, che possono essere attraversati solo giocando il capitolo con un livello di intensità uguale o maggiore a quello mostrato sulla porta per ottenere armi e poteri, e delle Stanze Zodiacali, che presentano nove armi e tre poteri speciali che rappresentano le dodici costellazioni dello Zodiaco, che non possono essere ottenuti senza prima averli trovati nelle rispettive Stanze Zodiacali.

## Accoglienza
Il gioco è stato accolto favorevolmente dalla critica, che ha però criticato i controlli e mosso qualche critica alla struttura lineare del gioco. Il gioco ha una media di 83/100 su Metacritic.